# 埃斯帕拉格拉
埃斯帕拉格拉，是西班牙加泰罗尼亚巴塞罗那省的一个市镇。总面积27平方公里，总人口21926人（2013年），人口密度798人/平方公里。